# Loxaspilates
Loxaspilates es un género de polilla en la familia Geometridae.

## Especies
- Loxaspilates arrizanaria  Bastelberger, 1909
- Loxaspilates atrisquamata  Hampson, 1907
- Loxaspilates biformata  Inoue, 1983
- Loxaspilates densihastigera  Inoue, 1983
- Loxaspilates dispar  Warren, 1893
- Loxaspilates duplicata  Sterneck, 1928
- Loxaspilates fixseni  (Alpheraky, 1892)
- Loxaspilates formosanus  Matsumura, 1911
- Loxaspilates graeseri  Prout, 1920
- Loxaspilates hastigera  (Butler, 1889)
- Loxaspilates imitata  (Bastelberger, 1909)
- Loxaspilates montuosa  Inoue, 1983
- Loxaspilates nakajimai  Inoue, 1983
- Loxaspilates obliquaria  (Moore, 1868)
- Loxaspilates straminearia  Sanguijuela, 1897
- Loxaspilates tenuipicta  Wehrli, 1953
- Loxaspilates torcida  Dognin, 1900
- Loxaspilates triumbrata  (Warren, 1895)
- Loxaspilates unidiluta  Inoue, 1987